# انضغاط (جيولوجيا)
يشيرالانضغاط (جيولوجيا) إلى العملية التي تفقد فيها الرواسب مساميتها تدريجيًا بسبب آثار التحميل، ويشكل ذلك جزءًا من عملية التصلد وعندما تتراكم طبقة الرواسب أولاً، فإنها تحتوي على إطار مفتوح من الجزيئات وعادةً ما تكون مساحة المسام ممتلئة بالماء. وكلما تراكمت الرواسب فوق الطبقة، يزيد تأثير التحميل المتزايد من ضغط الجزيئات على الجزيئات، مما يؤدي إلى تقليل المسامية بشكل أولي من خلال تعبئة الجزيئات بشكل أكثر كفاءة وبدرجة أقل من خلال الانضغاط المرن وانحلال الضغط. تعتمد المسامية الأولية للرواسب على خصائصها الصخرية. وتبدأ الأحجار الطينية بمسامية تبلغ>60%، وعادةً ما تقترب الأحجار الرملية من 40% وتصل الكربونات أحيانًا إلى 70%. والناتج من آبار التنقيب عن المواد الهيدروكربونية يظهر انخفاض المسامية انخفاضًا واضحًا واتجاهها نحو العمق.
في الرواسب المضغوطة بسبب الوزن الذاتي، خاصة في أحواض الترسيب، غالبًا ما توضح أوضاع المسامية الانخفاض الأُسي، والذي يسمى قانون آثى لأن آثى هو أول من عرضه في عام 1930. وقد توصل كل من فاولر ويانج إلى حل تحليلي رياضي لتوضيح الأساس النظري لقانون آثى. ويمكن ملاحظة هذا الأداء بسهولة في التجارب واستخدامه كقيمة تقريبية جيدة لكثير من البيانات الحقيقية.

## الضغط التفاضلي
إذا كان هناك اختلاف في سماكة التسلسل ودمجه، فإن التحميل باستخدام التراكم الطبيعي اللاحق سيؤدي إلى وجود كميات متفاوتة مكانيًا من الضغط. سيكون كل من سمك التسلسل الأخير وبنيته محكومًا بالجيولوجيا الكامنة في حالة غياب أي تكتونيات نشطة. غالبًا ما تؤدي الكتل المدفونة المائلة المتصدعة في الحوض المشقوق إلى حدوث عمليات إغلاق محدبة وكبيرة في جزء ما بعد التصدع مما يشكل مصائد للهيدروكربونات مثل حقل داتشينج، وأكبر حقل نفط في جمهورية الصين الشعبية (PRC)، في حوض سونج لياو.